# D'Iberville (série télévisée)
Pour les articles homonymes, voir Iberville.
D'Iberville est une série télévisée québécoise en 39 épisodes en couleurs diffusée entre le 11 octobre 1967 et le 10 juillet 1968 sur la Télévision de Radio-Canada, en collaboration avec l'Office de radiodiffusion télévision française (diffusion à partir du 24 juin 1969 sur la deuxième chaîne de l'ORTF), Radiodiffusion-Télévision Belge (diffusion à partir du mardi 9 juillet 1968) et la Société Suisse de Radiodiffusion.
Filmée près de la ville de Québec sur les berges de l'île d'Orléans, cette série retrace la vie de Pierre LeMoyne d'Iberville, principalement à Québec, en France et à la baie d'Hudson, jusqu'à la prise du Fort Severn. Ce fut une production importante à l'époque, avec plus de 175 acteurs et une reproduction à l'échelle du Pélican. Plusieurs comédiens québécois de renom y prirent part, dont Albert Millaire dans le rôle-titre.

## Synopsis

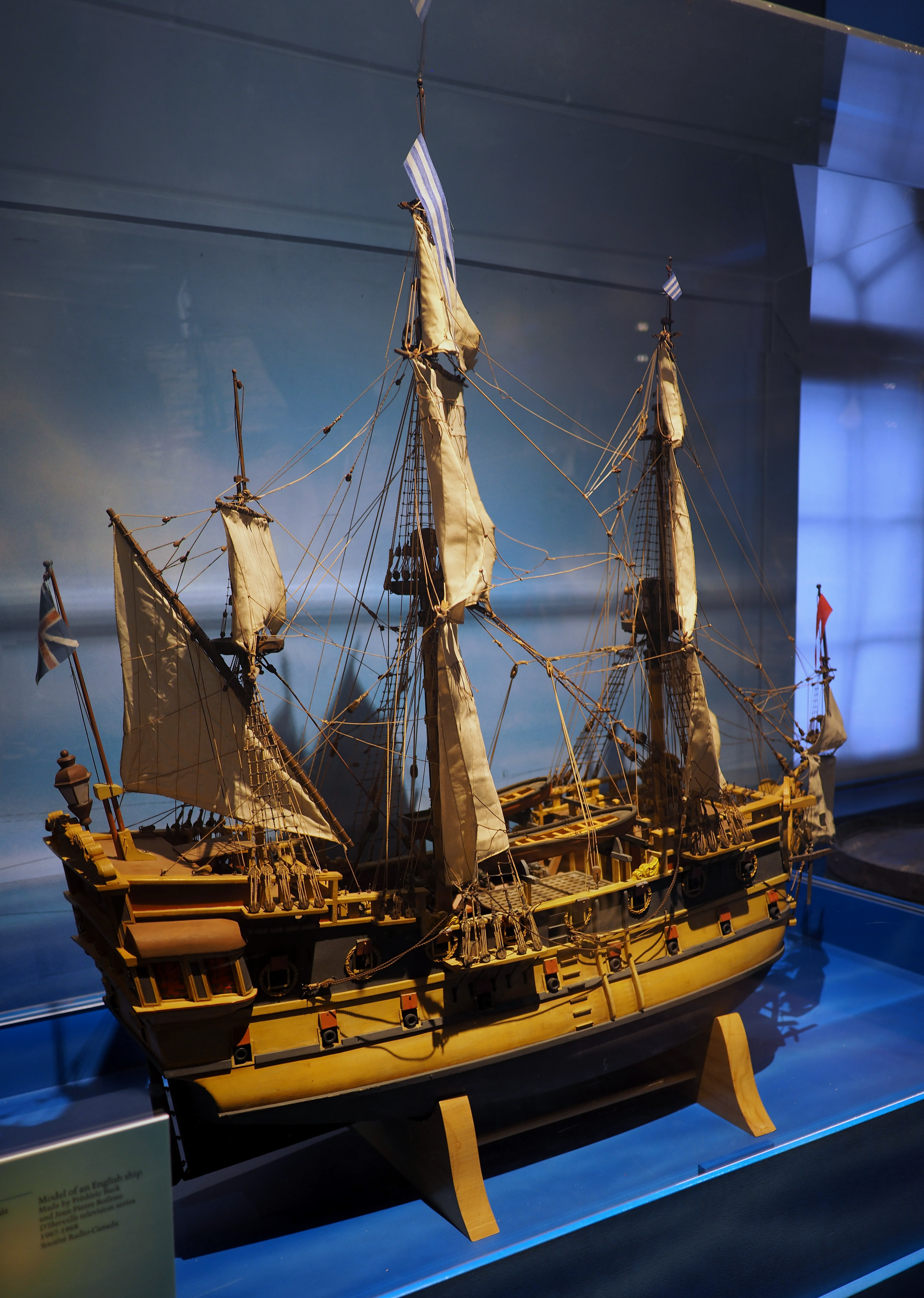
Maquette d'un navire anglais. Réalisation de Frédéric Back et Jean-Pierre Boileau pour la série télévisée D'Iberville 1967-1968. Musée Pointe-à-Callière

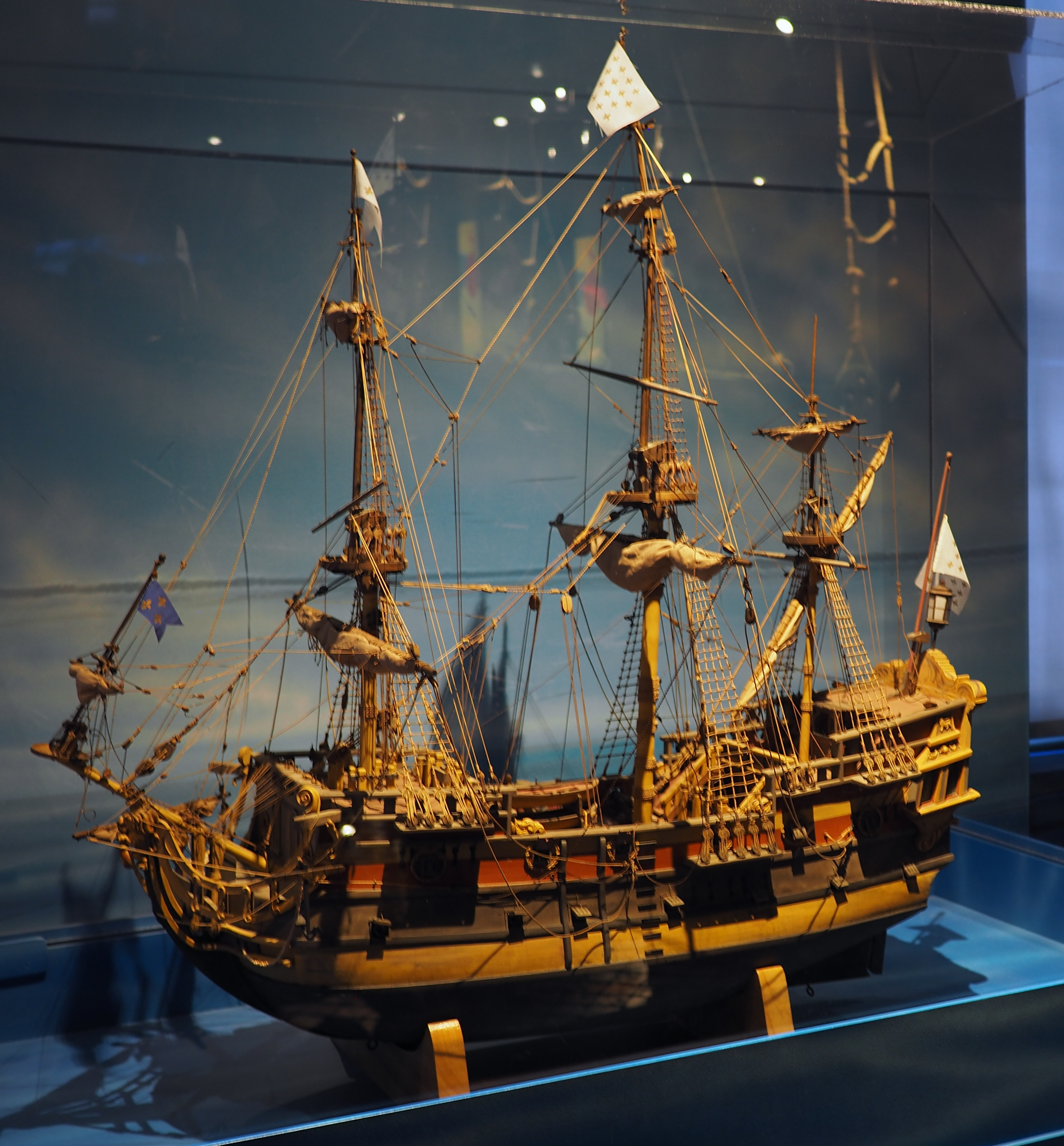
Maquette d'un navire français. Réalisation de Frédéric Back et Jean-Pierre Boileau pour la série télévisée D'Iberville 1967-1968. Musée Pointe-à-Callière

De 1682 à 1704, la Nouvelle-France est un territoire fort convoité, et politiquement encore fragile. Un homme, Pierre LeMoyne d'Iberville bataille dur contre les Anglais de Boston et les Hollandais de Manhattan. Ses expéditions le mènent là où il faut lutter contre la prédominance de la Compagnie du Nord, à la Baie d'Hudson. C'est un pays grand comme un continent qu'il doit conquérir avec quelques centaines d'hommes.
La série D'Iberville raconte ses aventures.

## Distribution
- Albert Millaire : Pierre LeMoyne, Sieur d'Iberville
- Paul Alain : Jean Migeon, Sieur de Branssat[3]
- Jean Besré : Paul Le Moyne de Maricourt
- Julien Bessette : Jacques de Meulles
- Jacques Borne : D'Iberville, dans les scènes de combat et de canotage (doublure d'Albert Millaire et cascadeur)
- Jean Brousseau : Charles LeMoyne, fils
- André Cailloux : François de Callières
- Yvan Canuel : Isaac Nafrechon
- Georges Carrère : Pierre Allemand[4]
- Jean-Pierre Compain : Parent et Mathieu Gaillard[5]
- Kenneth Culley : Capitaine John Outlaw[6]
- Jean Dalmain : Louis Hector de Callières
- Roger Dauphin : Meyer
- Christian Delmas
- Yvon Deschamps : Zacharie Robutel, Sieur de la Noue
- Fred Doderlein : Arnold Viele
- Jean Doyon : Michel Bégon de La Picardière
- Robert Drancourt : Charles Aubert de La Chesnaye
- Régis Dubost : Godé
- Jean Duceppe : Abraham Bouat
- Pierre Dudan : François Dollier de Casson
- Yvon Dufour : Jacques Bizard
- Jean-Paul Dugas : Jean-Baptiste Colbert de Seignelay[7]
- Paul Dupuis : Louis de Buade de Frontenac
- Françoise Faucher : Mme de Frontenac
- Marc Favreau : Pignabel
- Tania Fédor : Mme la marquise de Montpensier
- Edgar Fruitier[8] le barbier de François-Marie Perrot
- Jacques Galipeau : Monseigneur de Laval
- Julien Genay : Louis-Armand de Lom d'Arce
- Ulric Guttinger : Champigny
- Paul Hébert : Philippe Gaultier de Comporté[9]
- Guy Hoffmann : Le Père Genaple et Larue
- Richard Hogan : Heller
- Léo Ilial : Le Chevalier de Troyes
- Roger Joubert : Le Père Silvy
- Jacques Kasma : Un Mistassin
- Budd Knapp : Commandant Baily
- Elise Lavoie : Anne de Lauzun
- Réjean Lefrançois : Beauséjour
- Jean-Marie Lemieux : Denis Riverin
- Monique Lepage : La marquise de Denonville
- Elizabeth Lesieur : Kitiwa, princesse indienne[10]
- Yves Létourneau[11] : Oréhaoué et René Robert Cavelier de La Salle
- Jacques Létourneau : Vaudry[12]
- Jacques Lorain : Nicolas Lelong de Brucy[13]
- Donald MacIntyre : Thomas Savage
- Walter Massey : Thomas Moore
- Yves Massicotte : Daniel Greysolon, Sieur de Duluth
- Jacques Monod : Joseph Antoine Lefebvre i.e. Joseph-Antoine Le Febvre de La Barre[14]
- Philippe Neilson : Thomas Walsh
- Henri Norbert : Le Capitaine Delorme
- Aubert Pallascio : Tonti
- Gilles Pelletier : Jacques-René de Brisay, marquis de Denonville
- Gérard Poirier : Louis Phélipeaux de Pontchartrain
- Jean Rafa[15]
- Sita Riddez : Catherine LeMoyne
- Alexandre Rignault : Jacques LeBer ou Jacques Le Ber[16]
- Robert Rivard : Pierre-Esprit Radisson
- Philippe Robert : Tareha
- François Rozet : Charles LeMoyne, père
- Don Scanlon : Henri Delsy
- R.H. Stoke-Rees : John Bridgar
- François Tassé : Jacques LeMoyne de Sainte-Hélène[17]
- Marthe Thiéry : Jeanne LeBer[18]
- Barbara Val : Madame de La Barre
- Lionel Villeneuve : François-Marie Perrot et Saint-Germain

Source: Le Répertoire des séries, feuilletons et téléromans québécois, par Jean-Yves Croteau, Les Publications du Québec, 1993, 692 pages; le livre D'Iberville, publié par les Éditions Leméac et les Éditions Radio-Canada, 1967, 52 pages; et le coffret VHS: SRC : Classiques des années soixante, SRC Vidéo, Année de production à préciser, Volume 4 : deuxième émission: D'Iberville: épisode 38: Le combat du Pélican.

## Équipe de production[22]
- Réalisation : Pierre Gauvreau, Rolland Guay, Marcel Lefebvre, Bernard Parent, Nicole Leblanc, Jeannine Brassard
- Directeur de production : Claude Robert
- Délégué des coproducteurs : Robert Lachenay
- Décors : Léon Hébert
- Costumes : Gilles-André Vaillancourt
- Maquillages : Gil Vuillaume, Louise Rochon et Marielle Lavoie
- Coiffure : Liliane Lemieux, Émilie Dufour, Yolande Pascal
- Maquettes : Jean-Paul Boileau et Frédéric Back
- Trucage : Normand Aubin et Henri Simard
- Plateau : Maurice Robitaille
- Accessoires : Maurice Poirier
- Textes : Guy Fournier
- Scénario : Jacques Létourneau
- Dialogues : Jean Pellerin
- Musique : Michel Perrault
- Direction de la photographie : Batchelor
- Cameraman : Jean-Louis Chèvrefils
- Son et mixage : David Howells
- Montage : Lise Picard

## Vidéographie
VHS
SRC : Classiques des années soixante, SRC Vidéo, Année de production à préciser
- Volume 4 : 1. Les Enquêtes Jobidon; 2. D'Iberville, épisode 38 : Le Combat du Pélican.